# 小川正行
小川 正行（おがわ まさゆき、1951年4月7日 - 2017年4月22日）は、日本の教育学者、公衆衛生学者。群馬大学教育学部教授。専門は公衆衛生学、健康教育学、保健統計学。位階は従四位。

## 来歴・人物
- 1951年4月7日 - 群馬県前橋市で出生。
- 1963年3月 - 群馬大学教育学部附属小学校卒業。
- 1966年3月 - 群馬大学教育学部附属中学校卒業。
- 1969年3月 - 群馬県立前橋高等学校卒業。
- 1974年3月 - 群馬大学教育学部学校教育教員養成講座保健体育専攻卒業。
- 1974年4月 - 群馬大学医学部公衆衛生学教室へ文部教官助手として奉職。
- 1976年 - 国立公衆衛生院衛生教育学科へ1年間の国内留学。
- 1986年4月 - 医学博士の学位を取得。
- 1990年4月 - 群馬大学工学部Bコース新設に伴う人事で、保健体育担当者として教養部へ移動。
- 1993年10月 - 教養部解体により教育学部保健体育講座へ分属。
- 2000年2月1日 - 教授昇任。
- 2017年4月22日 - 多臓器不全により死去[1]。66歳没。没日付で従四位に叙され、瑞宝中綬章が追贈された[2]。

趣味で始めた柔道では講道館七段を持ち、大学でも柔道実習の講師、またスキー実習の講師を務めて一級の運動指導者として名を馳せていた。平成2年に腹部手術により容姿が変貌したが、晩年まで柔道指導を行い、群馬大学柔道部顧問も務めた。長男は教育者のおがわしんたろう。

## 専門分野
- 公衆衛生学
- 健康教育学
- 保健統計学

研究として、身体組成の推定方法に関する研究、身体運動の健康造りに及ぼす影響に関する研究、質問紙健康調査票THIのスポーツ選手への利用に関する研究を行っていた。

## 担当講義
- 公衆衛生学
- 健康教育学
- 保健統計
- 武道（柔道）実習
- スキー実習
- 健康学原論
- スポーツ科学
- 水泳
- スキー

（大学院では学校保健学特論、演習を担当していた）

## 著書・論文

### 論文
- 『群馬県70市町村の健康余命試算に関する研究』 - 群馬大学教育学部紀要 芸術・技術・体育・生活科学編 （大学・研究所等紀要、2004年）
- 『縦断研究法による群馬県内中学生のスポーツ種目別クラブ活動が体格・体力に及ぼす効果の比較検討』 - 群馬大学教育学部紀要 芸術・技術・体育・生活科学編 （大学・研究所等紀要、2006年）
- 『縦断研究による群馬県内中学生の運動部活動が体格・体力に及ぼす影響の検討』 - 群馬大学教育学部紀要 芸術・技術・体育・生活科学編 （大学・研究所等紀要、2005年）
- 『歩行および走行における速度、心拍数、加速度計による運動強度の関係』 - 群馬栃木保健体育学研究 （学術雑誌、2004年）
- 『群馬県の二次保健医療圏における健康余命に関する研究』 - 群馬大学教育学部紀要 芸術・技術・体育・生活科学編 （大学・研究所等紀要、2003年）
- 『群馬県中学生の体力に及ぼす運動部活動の影響』 - 群馬大学教育学部紀要 芸術・技術・体育・生活科学編 （大学・研究所等紀要、2003年）
- 『身体電気抵抗測定法と皮下脂肪測定法による体脂肪量推定に関する研究』 - 群馬大学教育学部紀要 芸術・技術・体育・生活科学編 （大学・研究所等紀要、2002年）
- 『質問紙健康調査票THIによる高校生女子運動部員の自覚的健康状態に関する研究』 - 群馬大学教育学部紀要 芸術・技術・体育・生活科学編 （大学・研究所等紀要、2001年）
- 『首都圏と地方都市のサラリーマンの運動量の差とその健康影響』 - 体育の科学 （学術雑誌、2003年）

## 所属研究機関
- 群馬大学医学部公衆衛生学教室
- 国立公衆衛生院衛生行政学部健康教育室
- 全日本柔道連盟国際試合選手強化委員会科学研究部
- 群馬県体育協会スポーツ科学委員会